# Provincia de Santiago de Cuba
La provincia de Santiago de Cuba es la segunda provincia de Cuba en número de habitantes. Su principal ciudad y capital es Santiago de Cuba, la segunda en importancia del país, que cuenta con 508 105 habitantes. En 2021 contaba con 	1 040 897 habitantes según la ONEI. Se encuentra en la zona oriental de la isla, llamada Región de Oriente.

## Historia
Anteriormente la provincia tenía mayor extensión; antes de 1905, la isla estaba dividida en seis provincias y la actual estaba incluida en el territorio de la provincia que recibía el mismo nombre, pero entre ese año y 1976 recibió el nombre de provincia de Oriente. La provincia ocupa el centro-sur de la antigua provincia de Oriente.

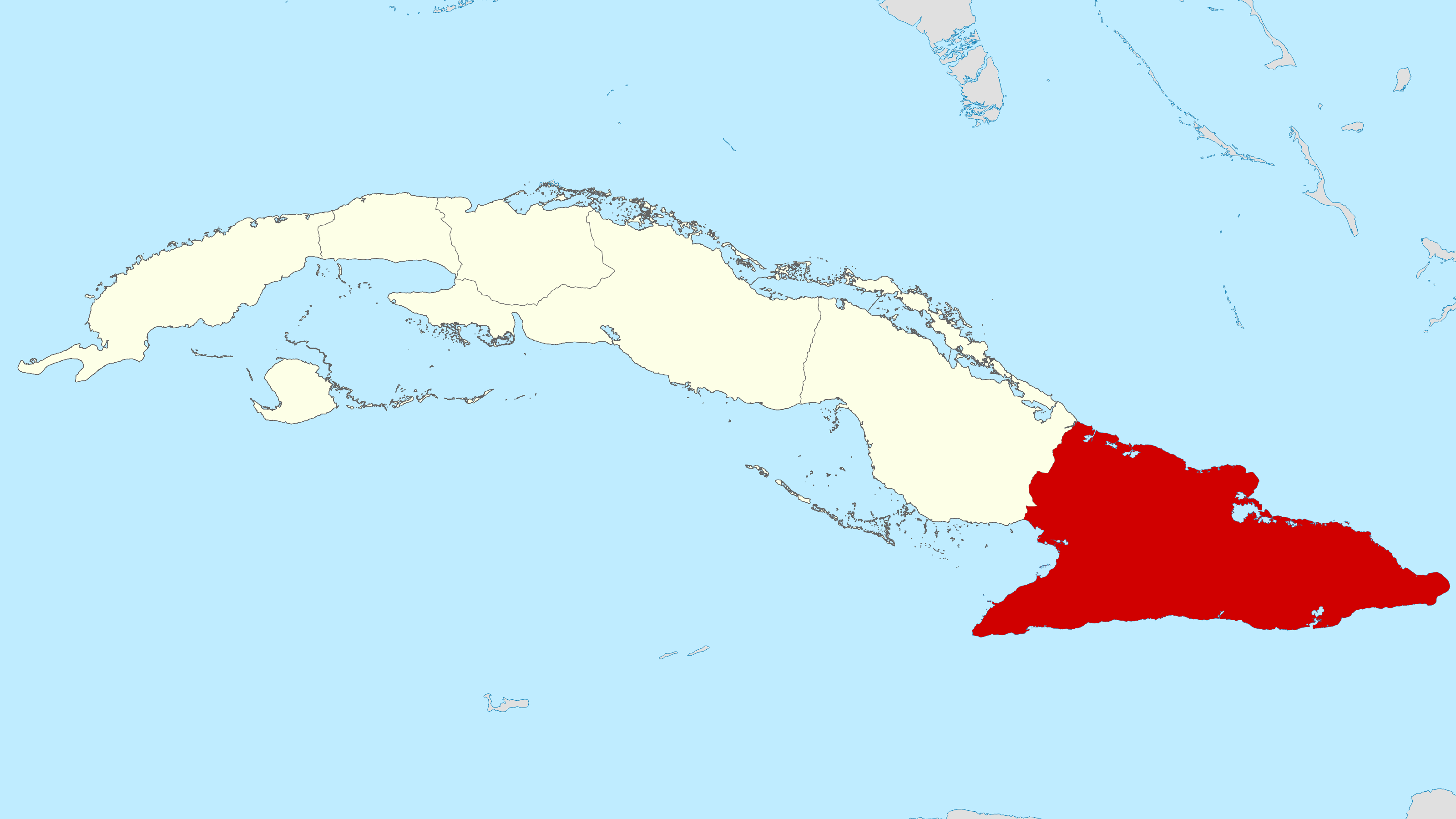
Provincia de Oriente en 1878

La Provincia de Santiago de Cuba ha sido testigo y protagonista de los principales acontecimientos históricos de la nación y donde han nacido todos los procesos históricos de la misma:
- Santiago de Cuba fue la primera capital colonial española en Cuba, desde su fundación en 1515 hasta 1608.
- La Bahía de Santiago de Cuba fue por la que por primera vez entraron esclavos negros a la isla en 1522.
- Santiago de Cuba volvió a ser capital colonial española en Cuba cuando La Habana fue ocupada por los ingleses en 1762.
- Santiago de Cuba fue la ciudad que más aportó hijos a las guerras de independencia cubana, y la provincia (anteriormente ocupaba toda la región oriental) fue el principal escenario de la Guerra de 1895.
- Santiago de Cuba fue el principal escenario de la Guerra hispano-estadounidense, cuyo resultado marcó el fin del dominio español en América y el inicio de la etapa imperialista de los Estados Unidos.
- En Santiago de Cuba, más específicamente en su Ayuntamiento, hizo toma de posesión como Presidente de Cuba Tomás Estrada Palma el 20 de mayo de 1902, hecho que marcó el nacimiento de la República de Cuba (1902-1959).
- En Santiago de Cuba, más específicamente en el Cuartel Moncada, fue iniciada la Revolución cubana con las acciones del 26 de julio de 1953.
- La toma de Santiago de Cuba por Fidel Castro fue la que marcó el triunfo de la Revolución cubana y desde su Ayuntamiento este la proclamó Capital provisional de la República.

## Geografía[2]
Está situada en la porción meridional central de la región oriental de la isla, limitada al sur con el Mar Caribe y por el norte con la Provincia de Holguín, al este con la Provincia de Guantánamo y al oeste con la Provincia de Granma. Cuenta con una extensión superficial de 6 156,44 kilómetros cuadrados, de esta 4 100,4 kilómetros cuadrados corresponden a las zonas de alturas y montañas que representan el 66,5% de su territorio.
Al oeste, a unos 125 kilómetros se encuentra la ciudad de Bayamo, al norte a unos 196 kilómetros está la ciudad de Holguín, hacia el sur a 140 kilómetros la isla de Jamaica; y al este a 90 kilómetros la ciudad de Guantánamo.
Sus extremos septentrionales están situados a 9 kilómetros al este del Pico Cristal, y a 0,8 kilómetros al suroeste del río Pan de Aguas. Los extremos meridionales se encuentran en la desembocadura del Río Macío y en la Playa Borracho. Mientras su extremo occidental se localiza próximo a la confluencia del arroyo Rosario y el río Macío.
Constituye una de las porciones del territorio nacional de latitud más baja ya que por ella pasa el Paralelo 20 norte en su parte sur y, como consecuencia, su clima es el más tropical, aspecto este que contribuye a que reciba uno de los acumulados de radiación solar más significativos del país.
Es importante también la existencia de uno de los desniveles más pronunciados del planeta al encontrarse frente al macizo del Turquino una gran depresión batimétrica conocida como Fosa de Oriente, lo cual da lugar a un desnivel desde el fondo del mar a la cima del Pico Turquino, con 1 974 metros.
En este territorio tiene nacimiento el río más notable de Cuba, el Cauto, y la montaña de mayor altura del archipiélago cubano, el Pico Turquino.
Los elementos topográficos y geomorfológicos de esta provincia se encuentran entre los de mayores diferenciaciones en cuanto a sus regiones naturales; esto hace que se puedan advertir seis unidades o sistemas en su territorio, entre llanuras, alturas y montañas:
1. Valle Central: Presenta características onduladas. Se extiende entre la Sierra Maestra al sur y la Sierra Cristal al norte; al este limita con el municipio Songo-La Maya y la Provincia de Guantánamo; y al oeste se extiende hasta el municipio San Luis en los límites con Palma Soriano. En este valle se desarrolla mayormente el cultivo de caña de azúcar.
2. Llanura Aluvial del Río Cauto: Se ubica al norte de la ciudad de Palma Soriano y coincide con la confluencia del  Río Cauto con el Guaninicún, en el municipio de San Luis, para extenderse con rumbo oeste a través de los municipios de Palma Soriano, Mella, y Contramaestre, hasta los límites con las provincias de Granma y Holguín. La economía asentada en este territorio es cañera y agropecuaria.
3. Cordillera de la Sierra Maestra: Es el grupo orográfico más importante de Cuba. Está ubicada a lo largo de esta provincia y la de Granma. En este sistema se encuentran las altimetrías máximas del país en el Macizo del Turquino con el Pico Turquino; la Sierrita de los Libertadores con altitudes que oscilan entre 1400 y 1800 metros; en tercer lugar, al este de la ciudad de Santiago de Cuba, la Gran Piedra, punto culminante de la cordillera homónima con 1226 metros, coronada con una mole pétrea de 68 toneladas aproximadamente.
4. Cuenca de Santiago de Cuba: Depresión de origen tectónico de 400 kilómetros cuadrados limitada por el anfiteatro que integran de oeste a este las Sierras de El Cobre, de Boniato y de la Gran Piedra. El accidente geográfico más notable  de esta cuenca topográfica ondulada, lo constituye la Bahía de Santiago de Cuba. Aquí es donde se encuentra la ciudad de Santiago de Cuba.
5. Sierra de Nipe y Sierra Cristal: Constituidas por las vertientes sur de ambas sierras, que forman los límites de la provincia en la dirección norte por los municipios Mella y Segundo Frente; el punto culminante es el Pico Cristal con 1241 metros. La economía en estos sistemas montañosos la constituyen los recursos forestales, la plantación cafetalera y la ganadería vacuna.
6. Llanura costera: Esta es una estrecha y discontinua franja de topografía llana, constituida por terrazas marinas que se extienden al sur de la Sierra Maestra desde Punta Morrillo Chico, en el municipio Santiago de Cuba, en dirección este de la provincia con la de Guantánamo y hasta la desembocadura del Río Macío en el municipio de Guamá, que limita en dirección oeste con la Provincia de Granma.

El territorio de la provincia se extiende, aproximadamente, por 222 kilómetros de costa, que incluyen el litoral de la Bahía de Santiago de Cuba. De ellos 157 kilómetros en el municipio de Guamá y 65 kilómetros en el municipio Santiago de Cuba.

## Clima[2]
Su clima es el más tropical, aspecto este que contribuye a que reciba uno de los acumulados de radiación solar más significativos del país. La temperatura media anual oscila de 24 a 26 grados Celsius en las zonas llanas; en las zonas montañosas desciende a un promedio de 16 a 14 grados Celsius. Lo complejo de la orografía influye notablemente sobre los procesos causales en cuanto a la cantidad de precipitaciones, para una media anual de 1375 milímetros.

## Flora[2]
La flora de esta provincia se ubica dentro de la región Cuba oriental, donde se destacan el subsector Cabo Cruz-Maisí, que comprende todo el litoral sur de la provincia. Aquí se agrupa una flora xerófila con abundancia de captáceas, matorrales, yerbazales de ciénaga y vegetación acuática. Además presenta los complejos de vegetación de mogote, costa arenosa y rocosa, así como uverales y manglares. El territorio provincial es el más rico en especies endémicas con 32 géneros, localizado sobre todo en las zonas montañosas.

## Fauna[2]
Las características de la fauna natural de la región, está regida por los patrones generales de la fauna cubana, que se caracteriza por la pobreza de vertebrados y un alto porcentaje de especies endémicas dado, de manera principal, por nuestras condiciones insulares. Por esto se considera a la Sierra Maestra, y en particular su vertiente sur, como una de las zonas de más alto por ciento de endemismo en el país (con más del 50%), donde aproximadamente exiten unas 30 especies como la Jutía conga, la Jutía Andaraz, el Almiquí y el murciélago frutero.

## Economía[2]
La provincia es rica en recursos mineros como el hierro y el cobre. Sin embargo, la economía está basada primordialmente en la agricultura, con grandes plantaciones de caña de azúcar, plátano, cacao y café. Posee una importante industria en los alrededores de la capital representada por las fábricas de cemento, la refinería de petróleo y productoras de diversos alimentos, así como el turismo. La belleza natural de la región es un fuerte atractivo para el flujo de turistas del resto de Cuba o del extranjero.

## División administrativa
La provincia cuenta con nueve municipios y 131 consejos populares (20 urbanos, 66 rurales y 45 semiurbanos). Caso relevante resulta el municipio Santiago de Cuba, el más poblado del país, donde se asienta la ciudad homónima que por ser la segunda en importancia de la nación se divida en seis distritos: el José Martí, el 26 de Julio, el Antonio Maceo, el Abel Santamaría, el René Ramos y el Frank País.
Otras ciudades importantes de la provincia son Palma Soriano, Contramaestre,  San Luis y La Maya.

### Municipios
| Municipio        | Población (2005) | Población (2021) | Superficie (km²) | Localización                                | Capital            |
| ---------------- | ---------------- | ---------------- | ---------------- | ------------------------------------------- | ------------------ |
| Contramaestre    | 104.657          | 104.721          | 610,3            | 20°18′0″N 76°15′2″O / 20.30000, -76.25056   | Contramaestre      |
| Guamá            | 34.851           | 34.146           | 965              | 19°58′34″N 76°24′35″O / 19.97611, -76.40972 | Chivirico          |
| Mella            | 35.034           | 34.158           | 335,2            | 20°22′10″N 75°54′39″O / 20.36944, -75.91083 | Mella              |
| Palma Soriano    | 123.301          | 120.676          | 845,8            | 20°12′51″N 75°59′30″O / 20.21417, -75.99167 | Palma Soriano      |
| San Luis         | 88.943           | 78.067           | 765              | 20°11′17″N 75°50′55″O / 20.18806, -75.84861 | San Luis           |
| Santiago de Cuba | 494.913          | 508.105          | 1023,8           | 20°02′25″N 75°48′53″O / 20.04028, -75.81472 | Santiago de Cuba   |
| Segundo Frente   | 40.003           | 40.324           | 540              | 20°24′43″N 75°31′43″O / 20.41194, -75.52861 | Mayarí Arriba      |
| Songo-La Maya    | 93.893           | 90.344           | 721              | 20°10′24″N 75°38′46″O / 20.17333, -75.64611 | La Maya            |
| Tercer Frente    | 29.742           | 30.356           | 364              | 20°10′19″N 76°19′38″O / 20.17194, -76.32722 | Cruce de los Baños |